# Столкновение над Псковом (1969)
Столкновение над Псковом — авиационная катастрофа, произошедшая во вторник 3 июня 1969 года, когда в районе Пскова произошло столкновение в воздухе двух транспортных самолётов Ан-12АП советских ВВС, при этом погибли 14 человек.

## Катастрофа
Два самолёта Ан-12 334-го Берлинского Краснознаменного военно-транспортного авиационного полка выполняли учебно-тренировочные полёты по маршруту в районе базового Псковского аэропорта (аэродром Кресты). Небо над аэродромом было полностью затянуто облаками с нижней границей 400 метров, видимость до 10 километров. Что до времени суток, то по одним данным это был день, по другим — ночь. Один из самолётов (командир корабля — лётчик 2-го класса капитан Шаблинов А. К., выполнял заход на посадку, когда руководитель полётов подполковник Зубков дал ему разрешение не совершать плановую посадку, а начать выполнять второй полёт, тем самым нарушив плановую таблицу. Экипаж получил разрешение убрал шасси и закрылки, после чего начал набор высоты. В это время встречным курсом к аэродрому подходил другой Ан-12 (командир корабля — лётчик 1-го класса командир отряда Токарев В. И.), который согласно заданию должен был находиться на высоте круга 600 метров и направляться к первому развороту. Но в 3,5 километрах от аэропорта на высоте 350—400 метров, то есть у кромки облаков, произошло лобовое столкновение самолётов, которые затем рухнули на землю и разрушились. Оба экипажа, всего 14 человек (по 7 человек в каждом) погибли.

## Причины
Согласно заключению следственной комиссии, к катастрофе привели следующие причины:
1. Грубое нарушение своих обязанностей руководителем полётов Зубковым, который нарушил плановую таблицу полётов, когда дал экипажу Шаблинова разрешение на второй полёт без запланированной посадки. Помимо этого, он не предупредил экипажи обоих самолётов, что те следуют в облаках на встречных курсах, не потребовал от экипажа Токарева строго выдерживать заданную высоту полёта, а также не следил за местонахождением самолётов по радиолокатору (РТС).
2. Командиры экипажей в свою очередь выполняя полёты в сложных погодных условиях не соблюдали заданные режимы полёта.